# Scream (saga)
Scream és una saga de terror dirigida pel director Wes Craven. Durant el rodatge, la pel·lícula la volien anomenar "Scary Movie" però abans de l'estrena es va anunciar el canvi de títol. La sèrie de pel·lícules narra la vida de la protagonista Sidney Prescott, la qual,en les 4 pel·lícules de la saga, és atemorida per un assassí anomenat Ghostface. La primera part de la saga, va revolucionar el cine de terror dels 90 i va culminar un èxit total. Les 3 següents, una el 97, i l'altra el 2000, no van tenir tant èxit però no van ser un frau, excepte la tercera. Scream 3 van anunciar que seria l'última de totes les pel·lícules "Scream", va ser un fracàs total en les crítiques...
Més tard, tothom esperava una quarta part però van anunciar que ja havia acabat tota la saga de pel·lícules, fins que el 2010 Wes Craven va anunciar que ja havia llegit el guió de la quarta part que sortiria a mig abril 2011. I així va ser, Scream 4 es va produir i va anar directa al cinema. El primer cap de setmana, la pel·lícula no va donar els resultats de taquilla que tothom esperava i va decebre els fans de la saga. El 20 d'abril es va estrenar a Espanya i altres llocs, després de 5 dies de l'estrena als Estats Units. Wes, abans de l'estrena de la quarta part, va anunciar una possible nova trilogia. Abans de l'estrena de la 4a part, es van gravar dos documentals sobre la saga amb entrevistes als actors, imatges mai vistes...
Les pel·lícules van tenir una miqueta de problemes amb la "Motion Picture Association of America", ja que aquests van censurar el contingut de violència i "gore" segons ells, de la tercera part.
La saga va ser ben rebuda per part del públic, classificant-la "tot un clàssic de terror, revolucionari de cinema de terror dels 90".

## Història i personatges
Craven va voler llençar a actors talentosos però encara desconeguts tal com va fer amb Johnny Depp a A Nightmare on Elm Street. La principal actriu que es va presentar per Sidney Prescott va ser Drew Barrymore, però la producció deia que no aguantaria un paper com aquell.
Ella es va voler canviar a un personatge minúscul, tal com va interpretar a Casey Becker, la primera víctima. La producció va tornar a queixar-se que patien risc posant en aquella posició a l'actriu.
Neve Campbell va agafar el personatge i va assegurar que li "encantava" i també va afegir: "és un personatge per tota mena de pel·lícula". Courteney Cox va ser l'escollida per donar vida a Gale Weathers, però va ser després de les proves que van fer Brooke Shields i Janeane Garofalo. Era considerada una persona incapaç d'interpretar personatges amables, així que la van atabalar insistint-li el paper de Gale, i el va agafar. El personatge Tatum Riley, va passar per moltes mans però es va agafar a Rose McGowan. L'èxit el van assegurar la producció després de formar el quarteto Campbell, Cox, Arquette, McGowan i Barrymore.
En Scream 2 i a Scream 3 conservaren el trio protagonista, Campbell, Cox i Arquette, però van buscar nous actors, tals com Sarah Michelle Gellar, Jenny O'Connell, Jada Pinkett, Emily Mortimer, Parker Posey… entre d'altres.
Neve Campbell, després d'anunciar-se la quarta part, va negar-se a fer el paper, però va reconèixer que seria divertit retrobar-se amb el director i els companys, així que va tornar a donar-li vida. Van ser fitxats actors i actrius com Hayden Panettiere, Emma Roberts, Nico Tortorella, Rory Culkin... per interpretar el nou jovent de la nova dècada que va suposar la quarta entrega de la famosíssima saga de terror, Scream.

## Llista de pel·lícules
- Scream (1996), dirigida per Wes Craven i escrita per Kevin Williamson
- Scream 2 (1997), dirigida per Wes Craven i escrita per Kevin Williamson
- Scream 3 (2000), dirigida per Wes Craven i escrita per Ehren Krüeger
- Scream 4 (2011), dirigida per Wes Craven i escrita per Kevin Williamson
- Scream (2022), dirigida per Matt Bettinelli / Olpin Tyler Gillett i escrita per James Vanderbilt / Guy Busick
- Scream VI (2023), dirigida per Matt Bettinelli-Olpin i Tyler Gillett, escrita per James Vanderbilt i Guy Busick.

## Personal de la saga
- Director: Wes Craven
- Guionistes: Kevin Williamson, Ehren Krüeger
- Actors (trio protagonista): Neve Campbell, Courteney Cox i David Arquette
- Música: Marco Beltrami
- Vestuari: Debra McGuire
- Productors: Marianne Magdalena, Kevin Williamson